# Kasteel en Benedictijnerabdij Iburg
Het Kasteel en Benedictijnerabdij Iburg is het belangrijkste gebouwencomplex van de plaats Bad Iburg in de deelstaat Nedersaksen, Duitsland.
Het gebouw staat op een heuveltop ongeveer 14 km ten zuiden van het centrum van de stad Osnabrück. Het is thans eigendom van de deelstaat Nedersaksen.
Het kasteel was vanaf ca. 1100 tot 1673 residentie van de prinsbisschoppen van het prinsbisdom Osnabrück.
In het kasteel- en kloostercomplex bevinden zich twee kerkgebouwen, de rooms-katholieke St.-Clemenskerk en de evangelisch-lutherse Schlosskirche (kasteelkerk). Verder is er o.a. een representatieve  Ridderzaal, een klein museum en een groot aantal kantoorruimtes in aanwezig.

## Geschiedenis
Op de plaats van het huidige kasteel was vermoedelijk al een eerdere versterking aanwezig, mogelijk een mottekasteel. Rond 1080 hadden de bisschoppen Benno I en Benno II hier een zgn. waterburcht laten bouwen, d.w.z. een door met water gevulde grachten omgeven kasteel. Nog in 1080 stuurde de bisschop twaalf benedictijnen naar Iburg; zo kwam er een benedictijnerklooster tot stand. In 1349 sloeg de bliksem in in de gebouwen; de daardoor veroorzaakte brand veroorzaakte grote schade.
Ten tijde van Koenraad IV van Rietberg  (1492 - 1508) werd een 11e-eeuwse toren (waarin Benno II gewoond had; tijdens werkzaamheden in 1983 werden zijn stoffelijke resten er inderdaad aangetroffen) vervangen door een achthoekige vervanger, een zgn. Bergfried. Deze draagt tot op de huidige dag de bijnaam Bennoturm (Benno-toren).
In 1553 was er oorlog in het land. Maurits van Saksen (1521-1553) en zijn bondgenoot Filips Magnus van Braunschweig-Wolfenbüttel probeerden, de vorstbisdommen Osnabrück, Münster en Minden te onderwerpen en tot het lutheranisme te dwingen. Inderdaad wisten zij het kasteel na een beleg in te nemen en de zittende prinsbisschop, Frans van Waldeck af te zetten. Tegen een brandschatting van 4.000 Taler zagen de overwinnaars af van plundering en brandstichting.
In de vroege 17e eeuw liet vorstbisschop Filips Sigismund van Braunschweig-Wolfenbüttel (1591 - 1623) het complex renoveren en tot een veelomvattende residentie uitbreiden.
In de Dertigjarige Oorlog bleven kasteel en klooster niet ongeschonden: er waren plunderingen in 1621, 1623 en 1633, en bezettingen (in 1632 door Nederlanders en van 1634–50 door Zweden). De Zweden verjoegen de monniken, die pas in 1645 terugkeerden.
De in Beieren geboren kardinaal Frans Willem van Wartenberg die voor de Zweden was gevlucht, keerde in 1650  terug en liet grote delen van het complex totaal vernieuwen. Hij liet handwerkslieden o.l.v. de Zuidduitse architect Johannes Crafft in 1656/57 de fraaie plafonds en verdere inrichting van de Ridderzaal maken. De plafondschilderingen in deze 12 × 15 meter grote zaal zijn vervaardigd in trompe-l'oeil-architectuurstijl door de Italiaan Andrea Alovisii en stellen o.a. Zeus (in het midden) en de twaalf werken van Herakles voor. Aan de wanden hangen 73 portretschilderijen van o.a. abten en vorstbisschoppen, die in het gebouw geresideerd hebben. De vloer is, als herinnering aan de Beierse afkomst van Frans Willem van Wartenberg, in het Beierse blauw-witte ruitenpatroon (blau-weiß kariert) gelegd.
Hierna brak in het prinsbisdom Osnabrück de periode van beurtelings rooms-katholieke, beurtelings lutherse bisschoppen aan.,
De eerste lutherse prinsbisschop van Osnabrück, tevens hertog van Hannover, en vader van de latere koning George I van Groot-Brittannië,  was Ernst August van Brunswijk-Lüneburg. Hij bekleedde deze bisschopsfunctie van 1661 tot 1698. Ernst August was gehuwd met Sophia van de Palts, en hun dochter, Sophie Charlotte van Hannover, die later met Frederik I van Pruisen zou trouwen en naar wie het Slot Charlottenburg te Berlijn zou worden genoemd, werd in 1668 in Kasteel Iburg geboren. Blijkens bewaard gebleven documenten ervaarde Sophia van de Palts het leven op Kasteel Iburg als zeer aangenaam. 
Ernst August liet in 1664 in het kasteel het nu nog bestaande lutherse kerkgebouw inrichten. Ook liet hij het werk aan de Ridderzaal voltooien; dat kwam echter pas gereed, toen Ernst August al naar de stad Osnabrück was verhuisd. Ernst August wilde zijn greep op de stad Osnabrück versterken, en hij wilde een groter paleis; dat kwam in 1673 gereed. Van toen af was Kasteel Iburg niet langer de residentie van de prinsbisschoppen van  Osnabrück.
Over het gebruik van het gebouwencomplex tussen 1673 en 1885 is zeer weinig bekend. Vermoedelijk diende het als overheidskantoor.
Van 1885 tot 1945 was in het kasteel het bestuur van de Kreis, waar Bad Iburg toe behoort, gevestigd. Tijdens de nazi-tijd had de SS in het gebouw een sportschool. Daarna was het tot 1971 een school met internaat.
Van 1974-2004 was in het kasteel een politieschool gevestigd; van 2005-2010 was het het kantoor van de regionale onderwijsinspectie.

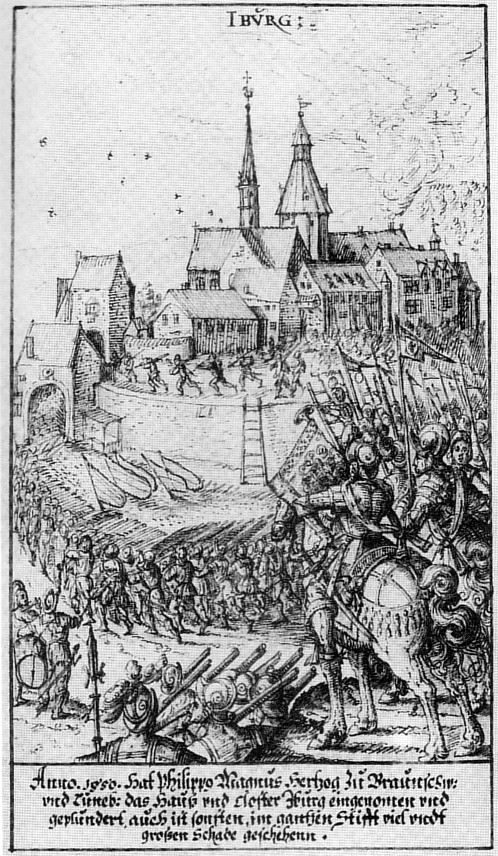
De belegering van het kasteel in 1553
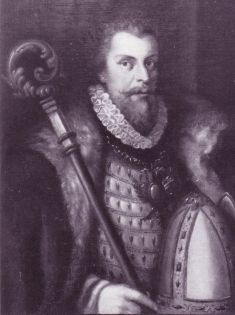
Vorstbisschop Hendrik van Saksen-Lauenburg (1550–1585) in de galerij bisschopsportretten in het kasteel
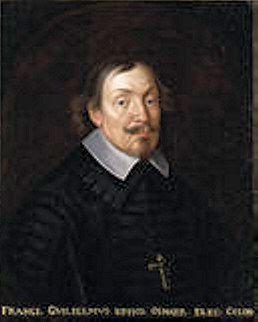
Uit de tijd van Franz Wilhelm von Wartenberg dateert de beroemde Ridderzaal van het kasteel (1656-1657)
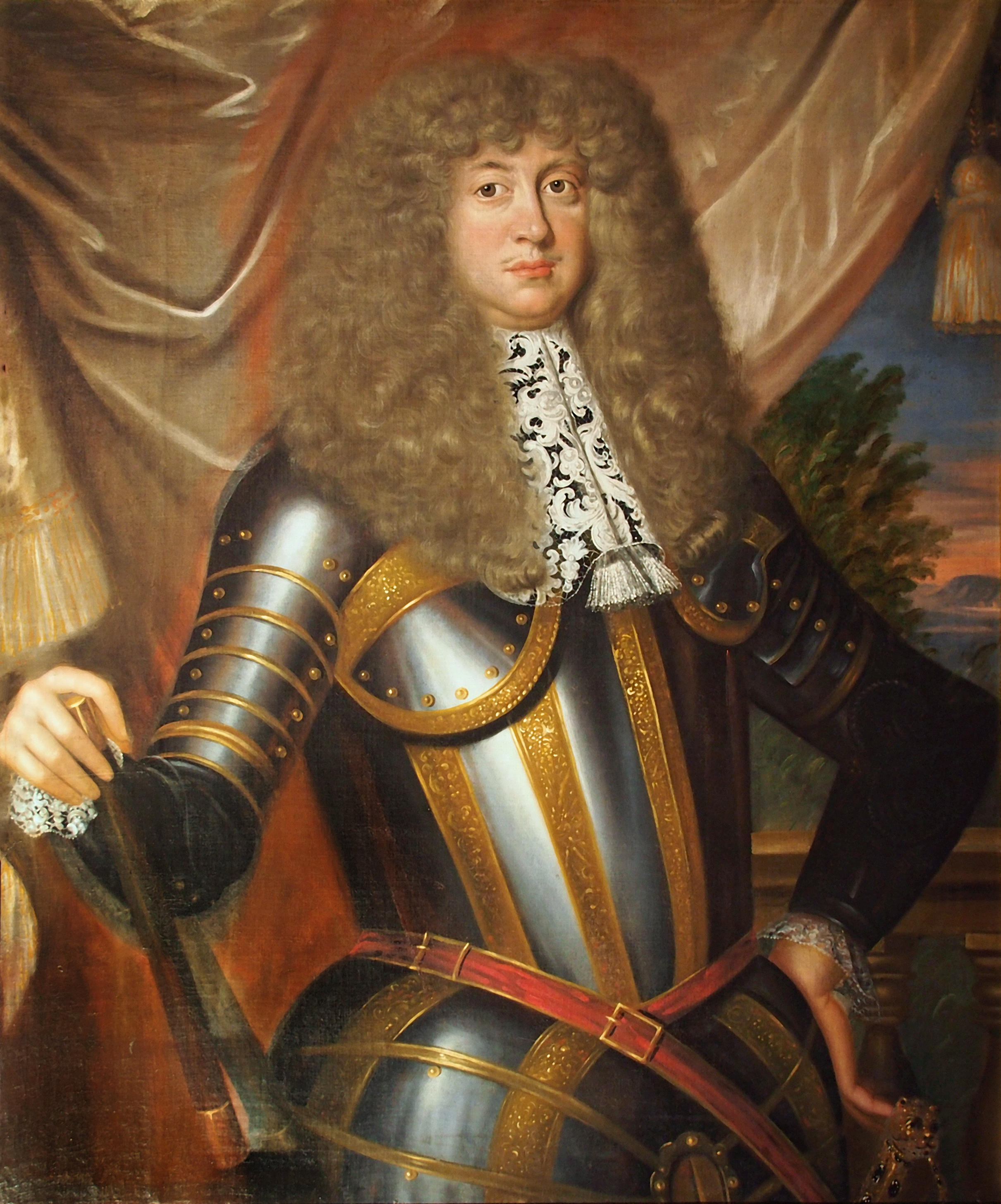
Vorstbisschop Ernst August van Brunswijk-Lüneburg (1670)
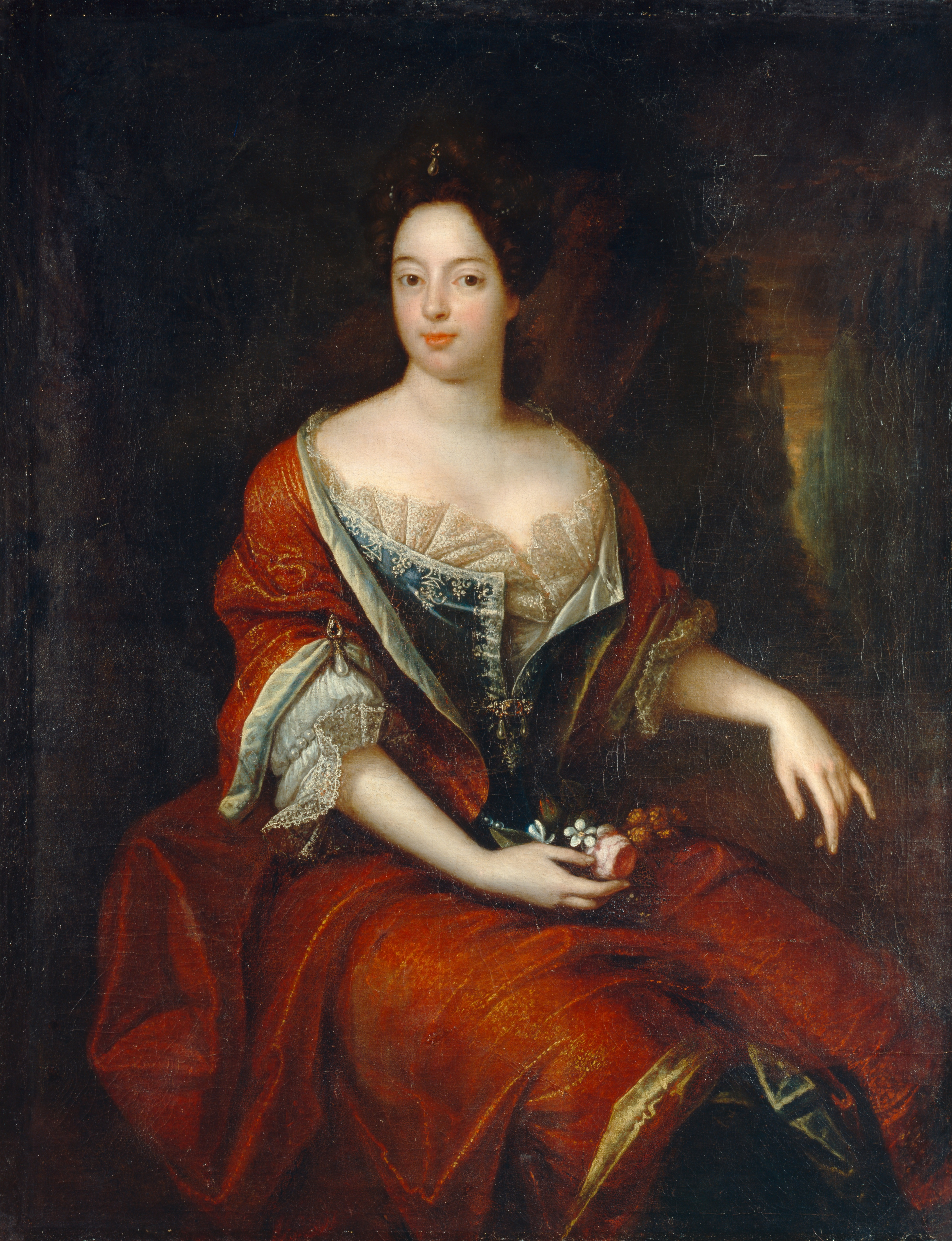
Sophie Charlotte von Hannover, de eerste koningin van Pruisen, werd in 1668 in kasteel Iburg  geboren.
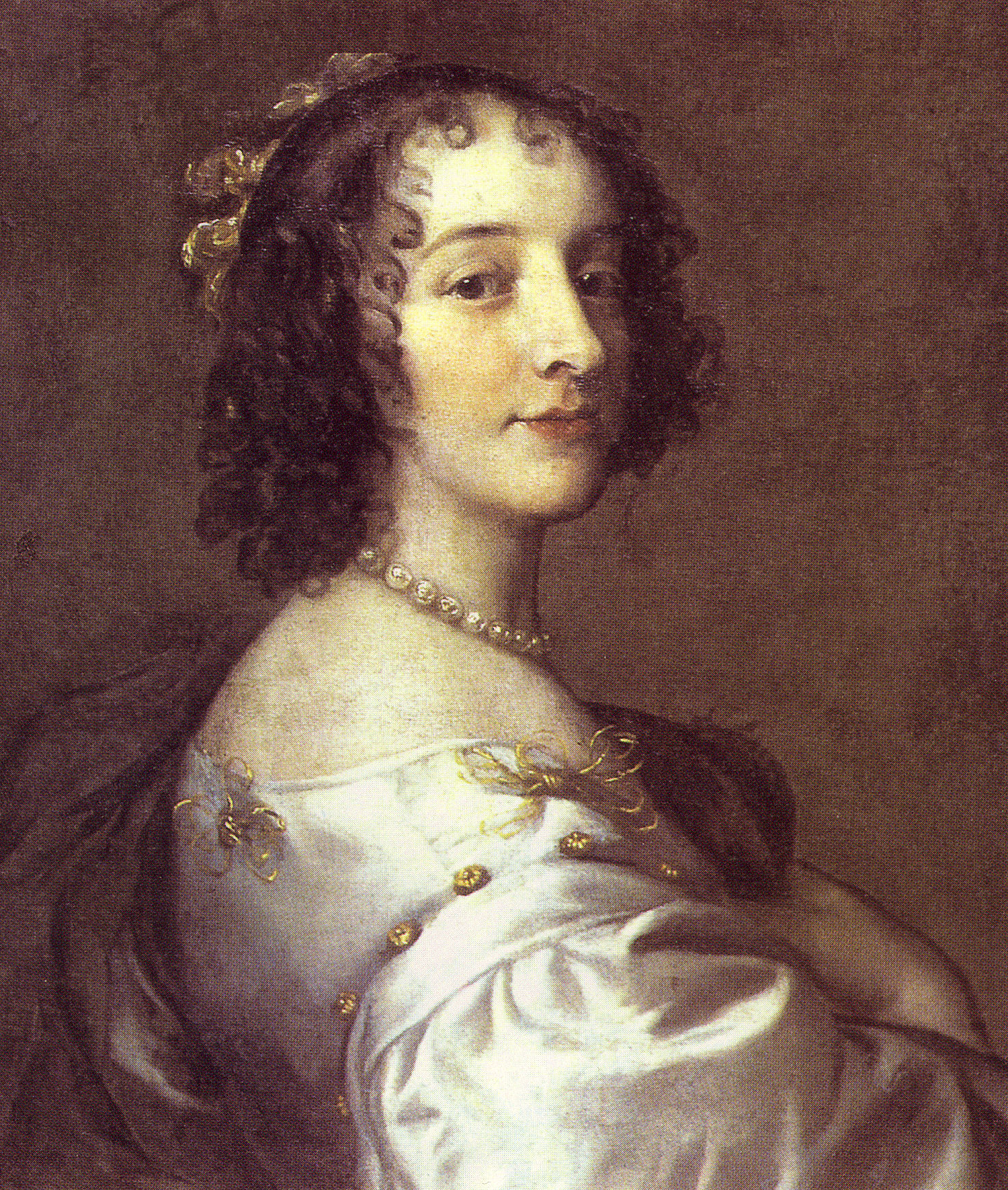
Haar moeder,Sophie von der Pfalz noemde het kasteel een "erg mooi huis“
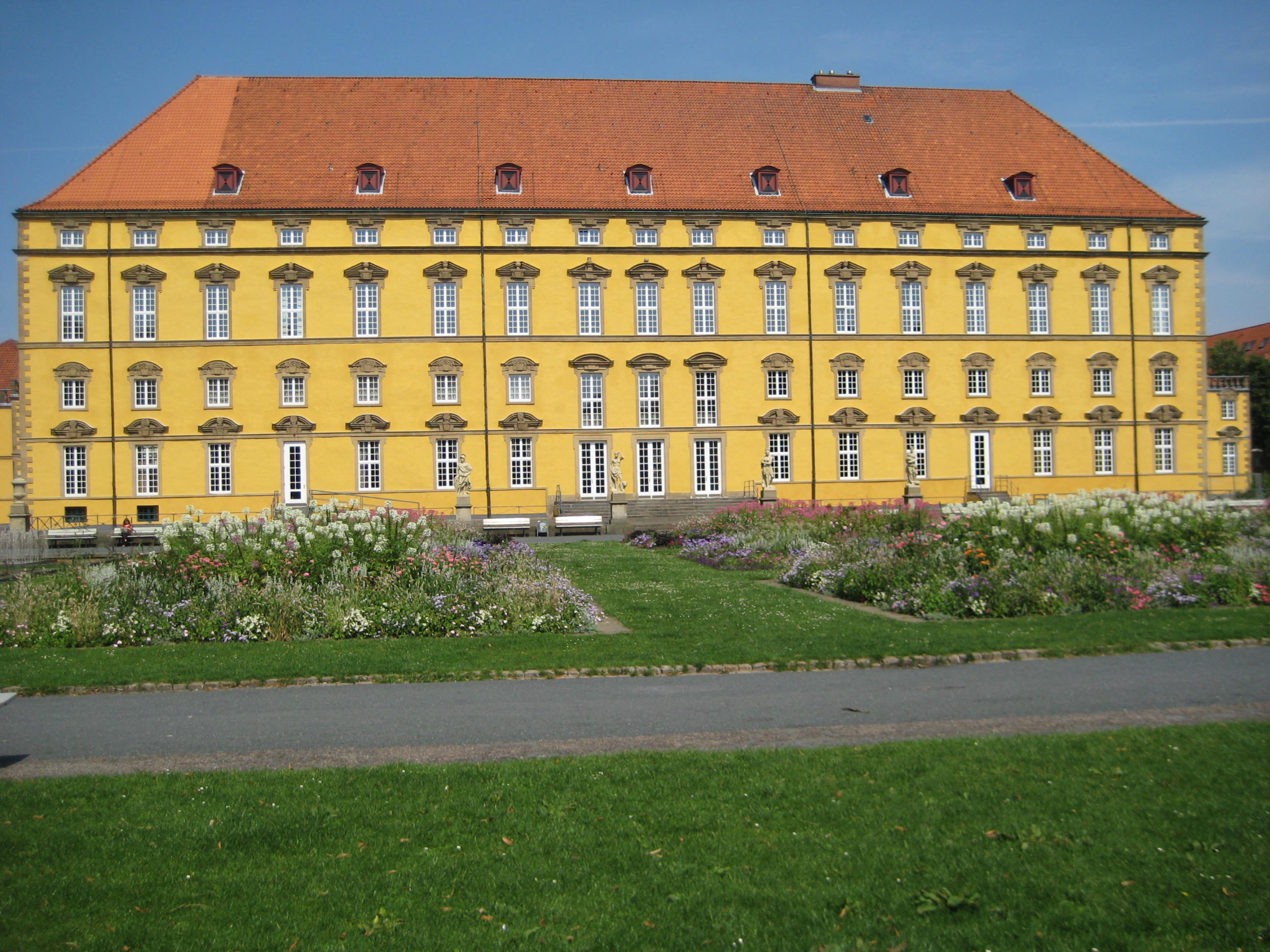
Het in 1673 voltooide kasteel te Osnabrück, waar Ernst August in 1673 vanuit Iburg naartoe verhuisde
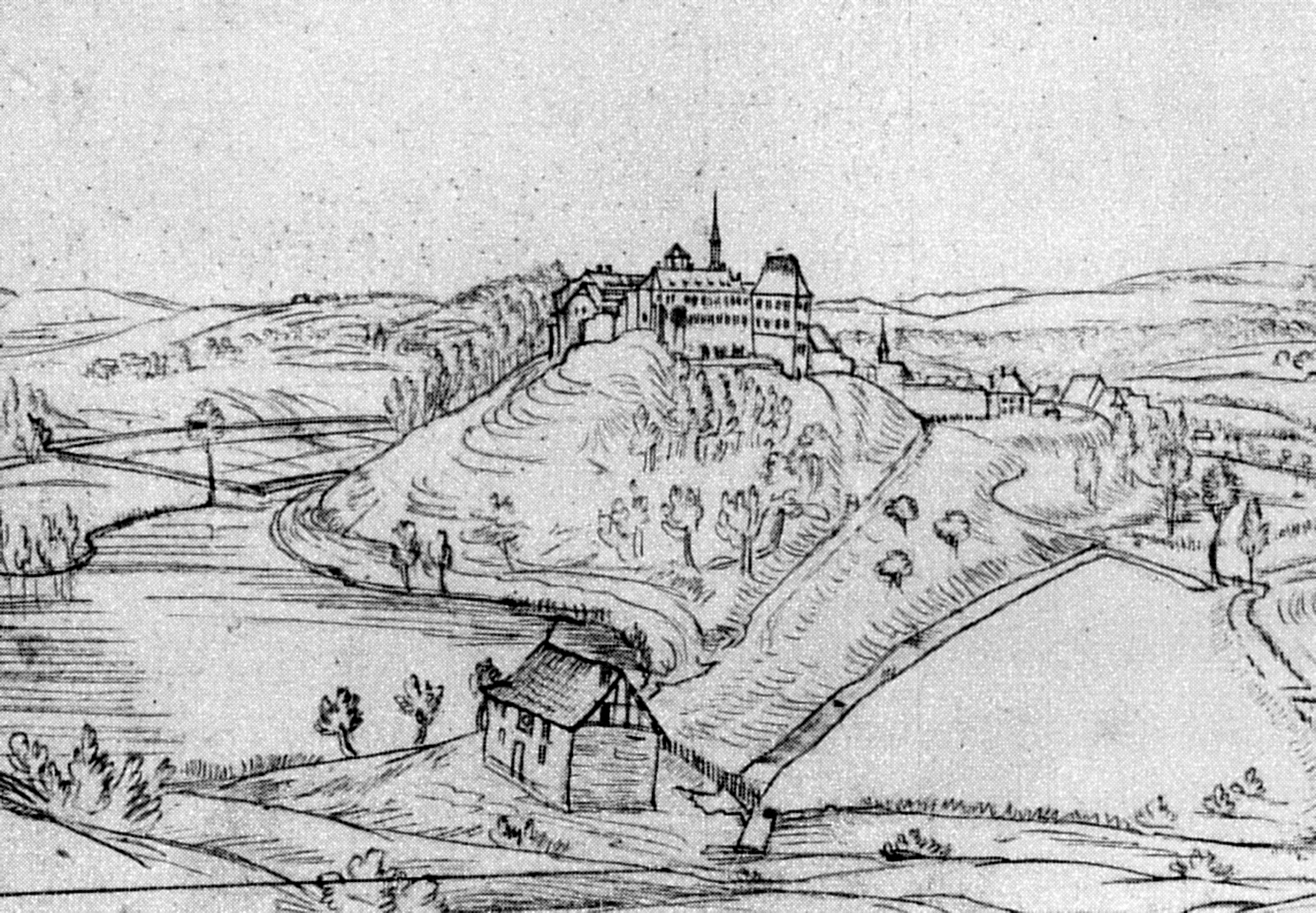
Kasteel en klooster Iburg, 18e eeuw (te dateren 1751 of eerder)

## Het klooster
Het benedictijnenklooster wist alle moeilijke periodes te overleven. Van 1666 tot 1706 was Maurus Rost de 41e abt van het klooster; hij registreerde en publiceerde de annalen van het klooster over de periode tot 1700. Rond 1750 werd het klooster gesloopt en werden de nu nog bestaande kloostergebouwen opgetrokken. Johann Conrad Schlaun was de hiervoor ingeschakelde architect. In diverse vertrekken is het 18e-eeuwse stucwerk, met afbeeldingen van Bijbelse motieven, emblemen, bloemmotieven e.d. bewaard gebleven.
In 1802-1803 werd het klooster bij de algemene secularisatie van die jaren opgeheven. De kostbare bibliotheek van het klooster (4.000 boekdelen) belandde uiteindelijk in een gymnasium te Osnabrück en ging, toen deze school in de Tweede Wereldoorlog bij een geallieerd bombardement in 1944 in brand vloog, grotendeels verloren. Een klein deel bleef gespaard en bevindt zich in een bibliotheek in de stad.
De St. Clemens- of kloosterkerk diende in de tijd van Napoleon Bonaparte van 1803-1807 als kruitmagazijn. Pas in het midden van de 19e eeuw kon de rooms-katholieke parochie van de plaats Iburg haar voor de eredienst gebruiken. In 1890 werd de kerk van een nieuw, neogotisch interieur voorzien.

## Wederdopers in de Benno-toren[1]
In de Bergfried, de zgn. Benno-toren, werden in 1534 aanhangers van het zogenaamde Duizendjarige Rijk der Wederdopers uit Münster gevangen gehouden. In oktober 1534 stuurde hun leider, Jan van Leiden, 27 "apostelen" in den lande, van wie 6 naar Osnabrück. Het waren een Vlaming uit Diest, een Fries uit Sneek en vier Westfalen, onder wie een schoolmeester uit Borken, Heinrich Graes. Ze werden alle zes gearresteerd en in de Benno-toren gefolterd en verhoord. Vijf van hen stierven door de hand van de beul. Heinrich Graes echter toonde sich tegenover bisschop Frans van Waldeck, die toen zowel vorstbisschop van Osnabrück als van Münster was (en die de Wederdopers in zijn eigen bisschopsstad belegerde) bereid, de Wederdopers te verraden. Hij werd op borgtocht vrijgelaten, keerde in Münster naar Jan van Leiden terug, die hem op een missie naar Deventer en Wezel stuurde. Hij wist aan zijn begeleiders te ontsnappen , berichtte de bisschop op Kasteel Iburg over de plannen van de Wederdopers, verrichtte nog een tweede succesvolle spionagemissie in Wezel, en werd daarna door de bisschop vrijgesproken en beloond. Hij zou de gehele Duitse natie belangrijke diensten hebben bewezen.

## Gebruik van het gebouw; evenementen
- In enkele vertrekken van het gebouwencomplex is een klein museum (Schlossmuseum) ondergebracht.Het bevat o.a. een muntenkabinet, een maquette van hoe het complex er vroeger uit zag, sieraden, archeologische vondsten uit de directe omgeving, enz.. In de zomer, en daarbuiten ook wel in de weekends, kan men via de website van de gemeente Bad Iburg een rondleiding door een uitgebreider deel van het kasteelcomplex boeken.
- De voormalige Hofapotheek diende t/m 2019 een regionale culturele instelling als ruimte voor o.a. tentoonstellingen van recente werken van regionaal bekende kunstenaars.
- Sinds 2011 gebruikt een ambtelijke instantie op het gebied van stedenbouw en ruimtelijke ordening, het Staatliche Baumanagement Osnabrück-Emsland, een groot deel van het kasteel als kantoorruimte, vanaf 2020 ook de voormalige Hofapotheek.
- In andere gedeelten, met name in het voormalige kloostergedeelte, is het Amtsgericht en het politiebureau van Bad Iburg gevestigd.
- Sinds 1975 vinden jaarlijks in de Ridderzaal concerten van overwegend klassieke muziek plaats.
- Sinds 1996 wordt jaarlijks rond 30 september op initiatief van een door het plaatselijke bedrijfsleven opgericht  comité een prijs uitgereikt aan mensen, die zich op bijzondere wijze voor het algemeen belang hebben ingezet. In 2009 kreeg koningin Silvia van Zweden deze zgn. Courage-Preis. Zanger Peter Maffay kreeg hem in 2010,  actrice Iris Berben in 2011, en de bergbeklimmer Reinhold Messner in 2014.

## Galerij

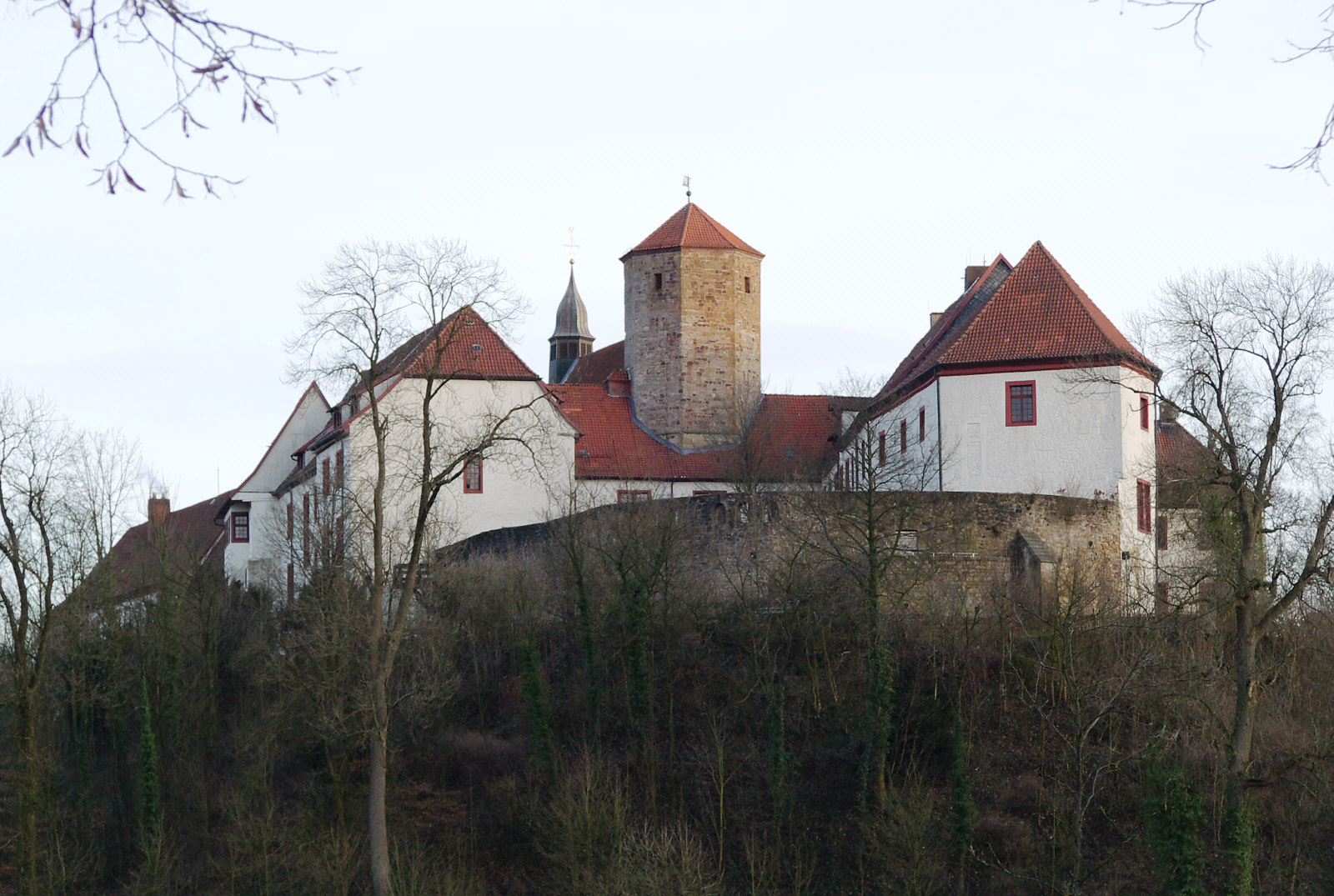
Het kasteel met o.a.  de Benno-toren
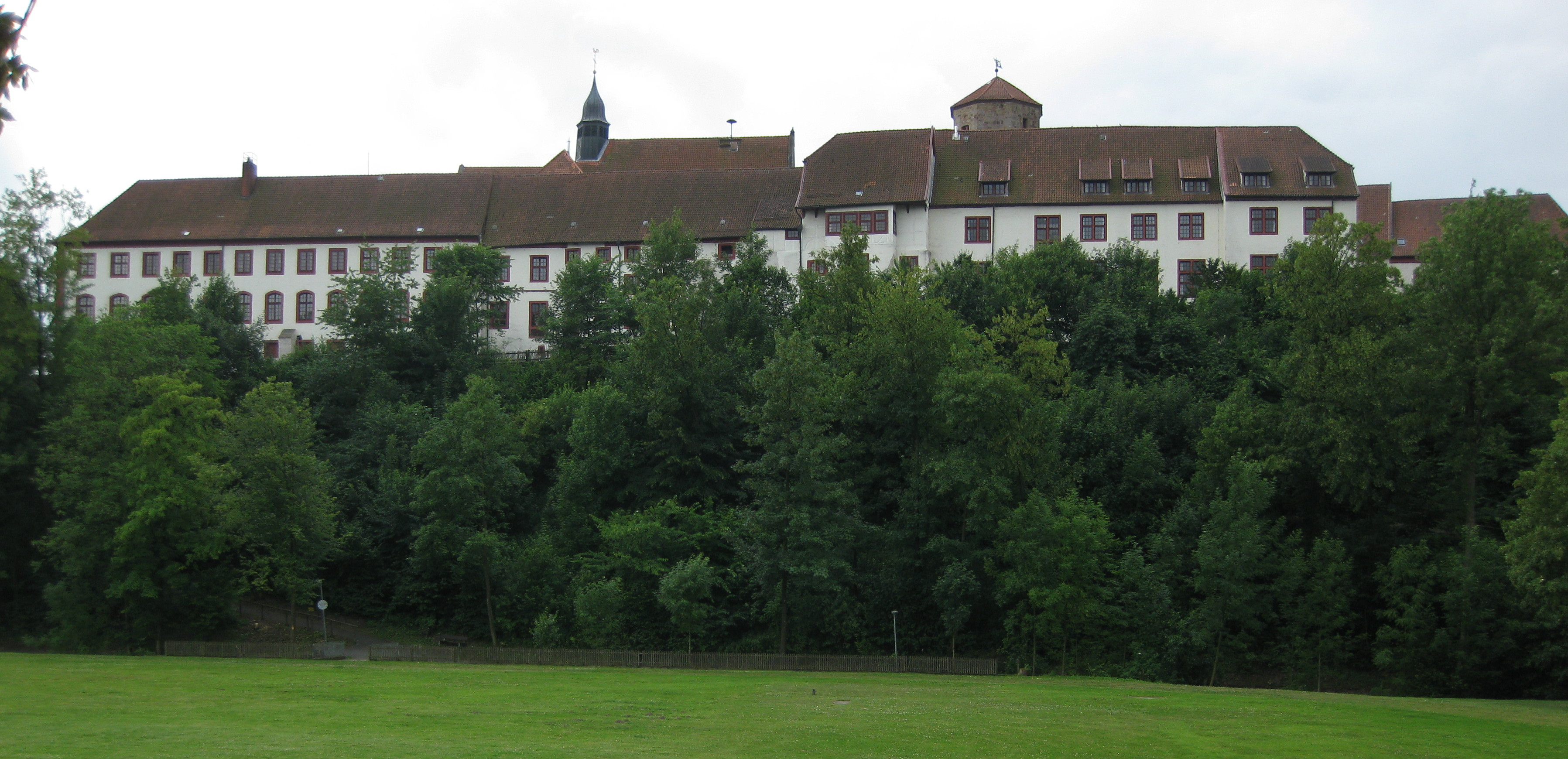
Het complex vanuit het noorden gezien: links het kloostergedeelte, rechts het kasteelgedeelte
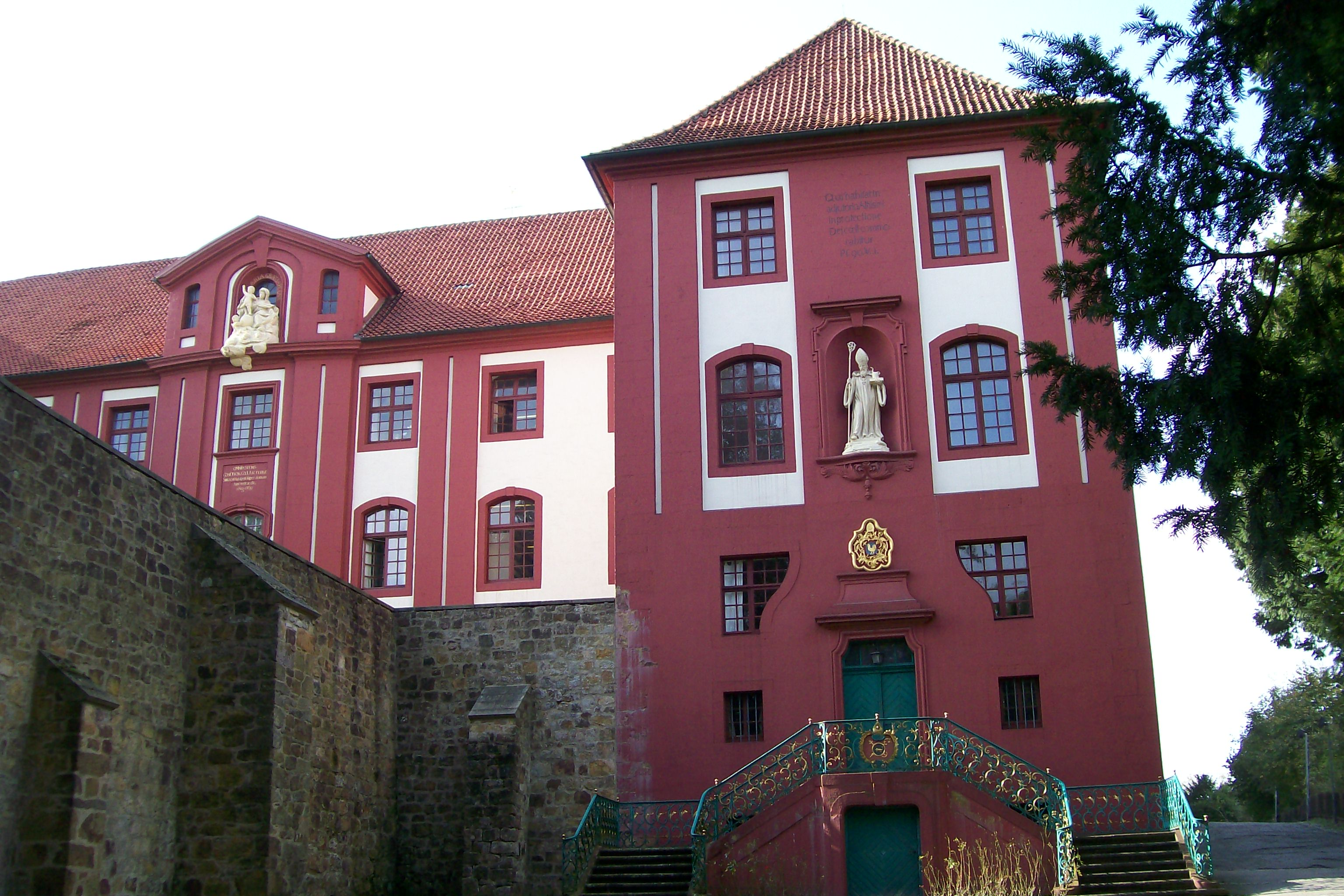
Kloostervertrekken, rond 1750 ontworpen door Johann Conrad Schlaun
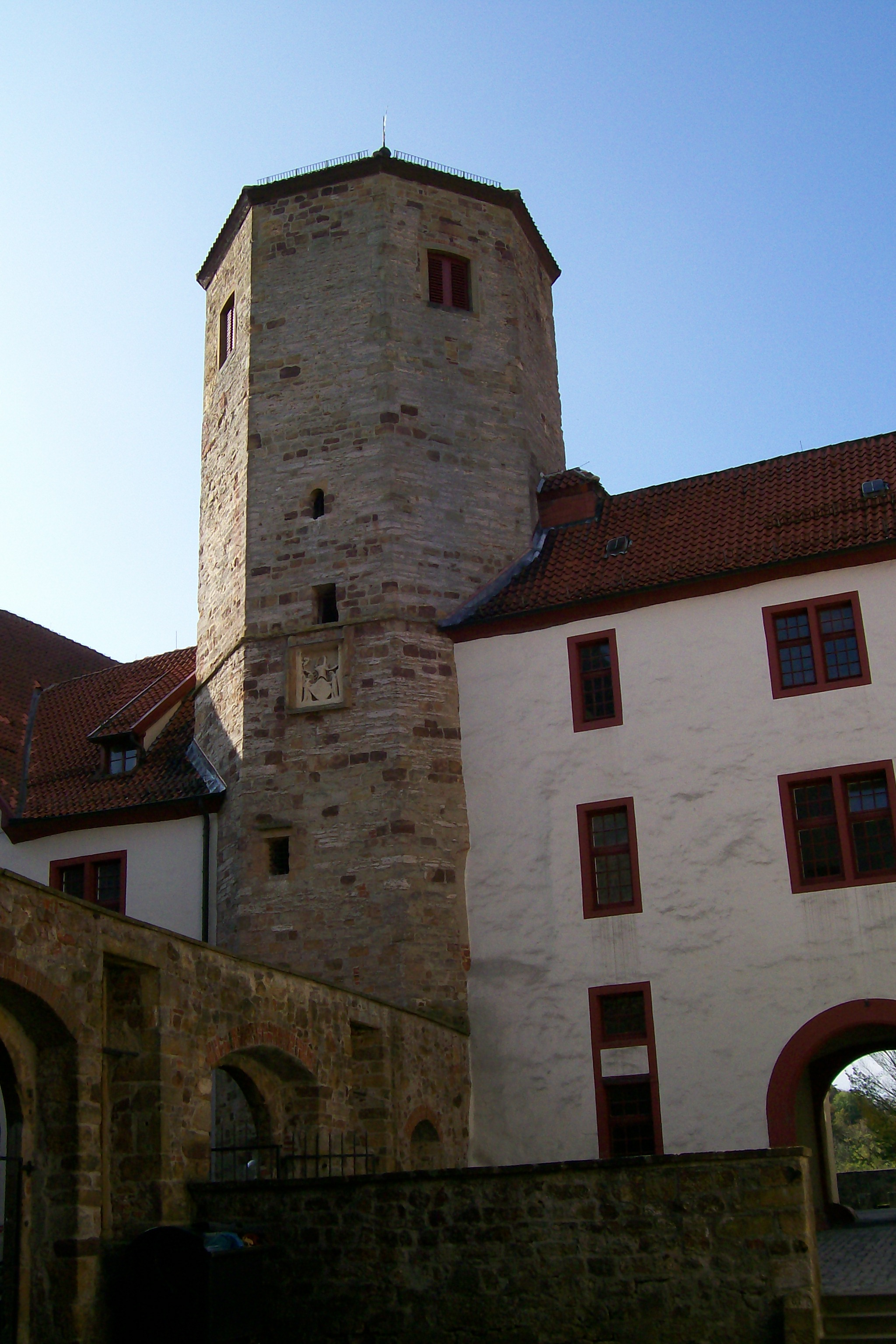
De Benno-toren, waarin in 1534 enige gevangen genomen Wederdopers werden opgesloten, in de tijd, dat dezen Münster bezet hadden.
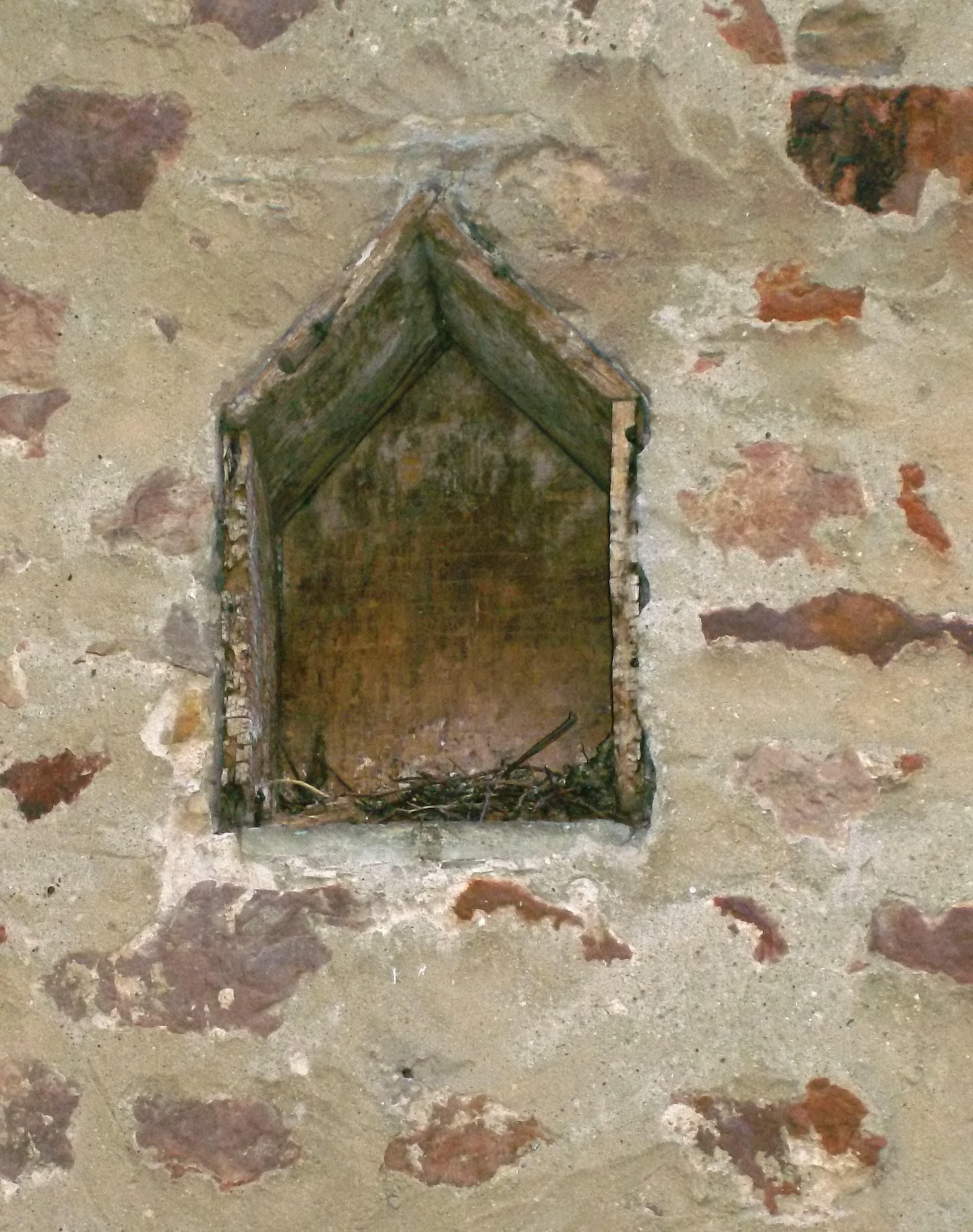
Hagioscoop in de v.m. Kloosterkerk (zo konden lepralijders de mis volgen)
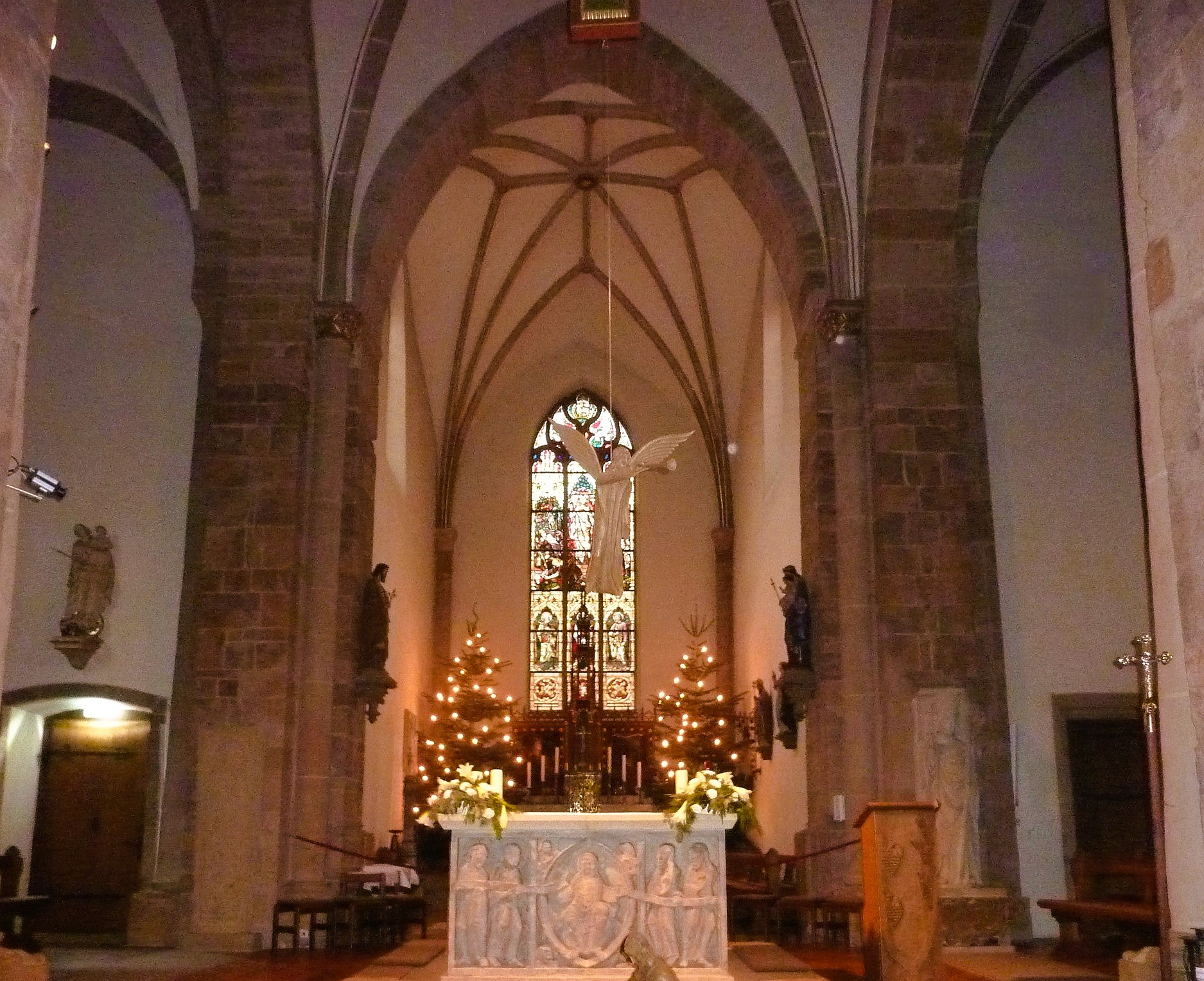
St. Clemens- of Kloosterkerk, koor
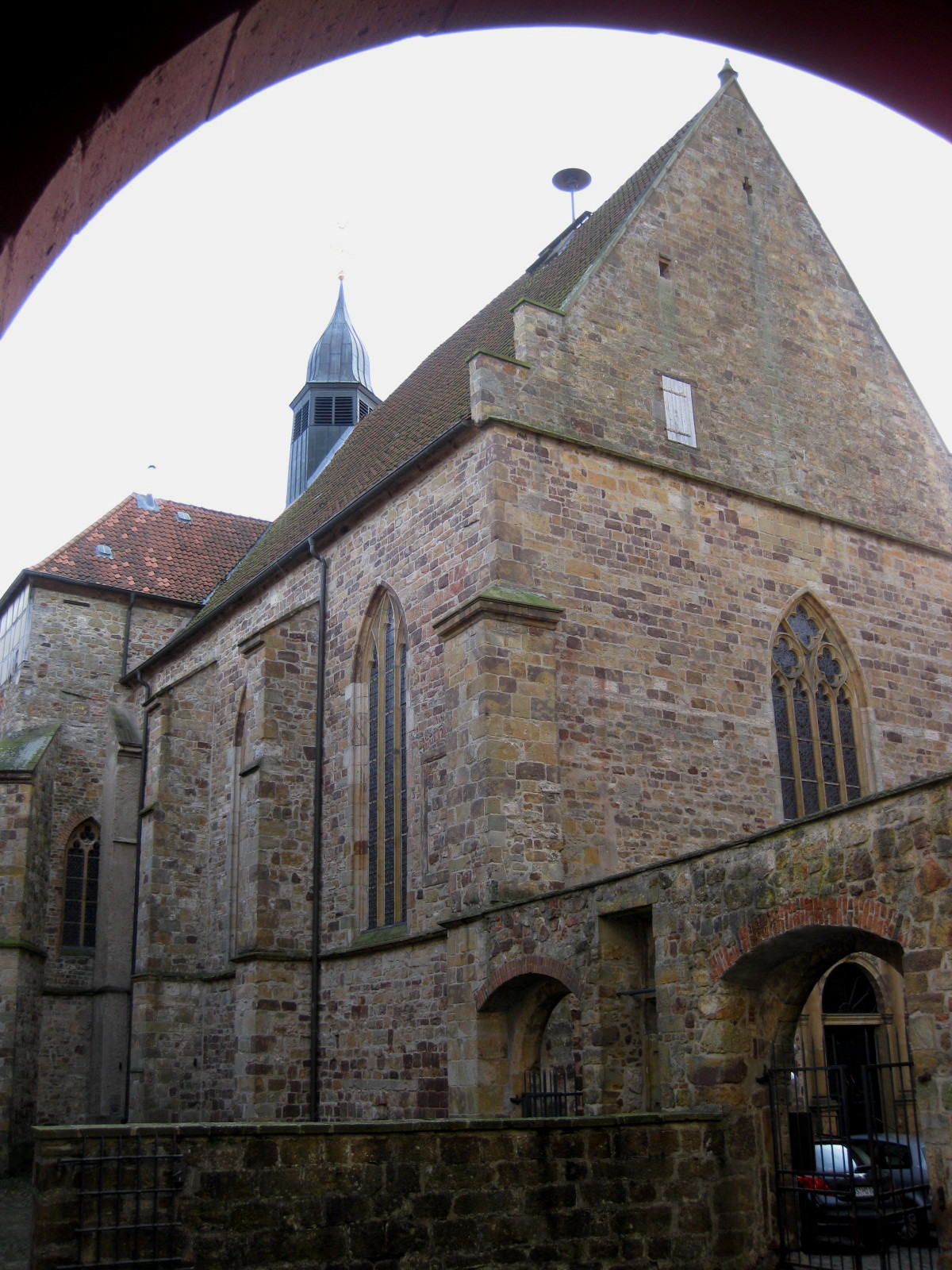
St. Clemens
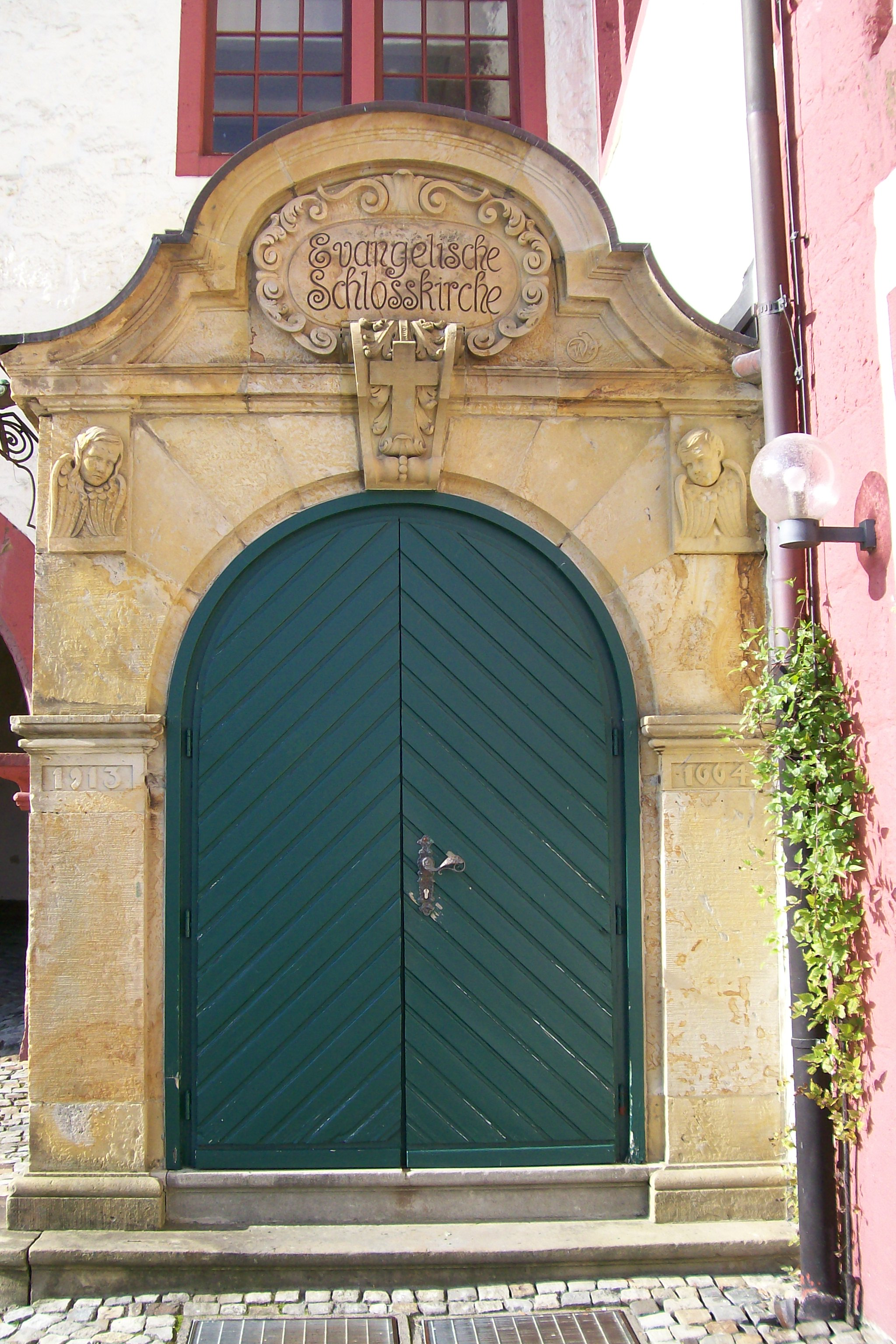
Uit 1913 daterend trappenhuis van de lutherse Schlosskirche
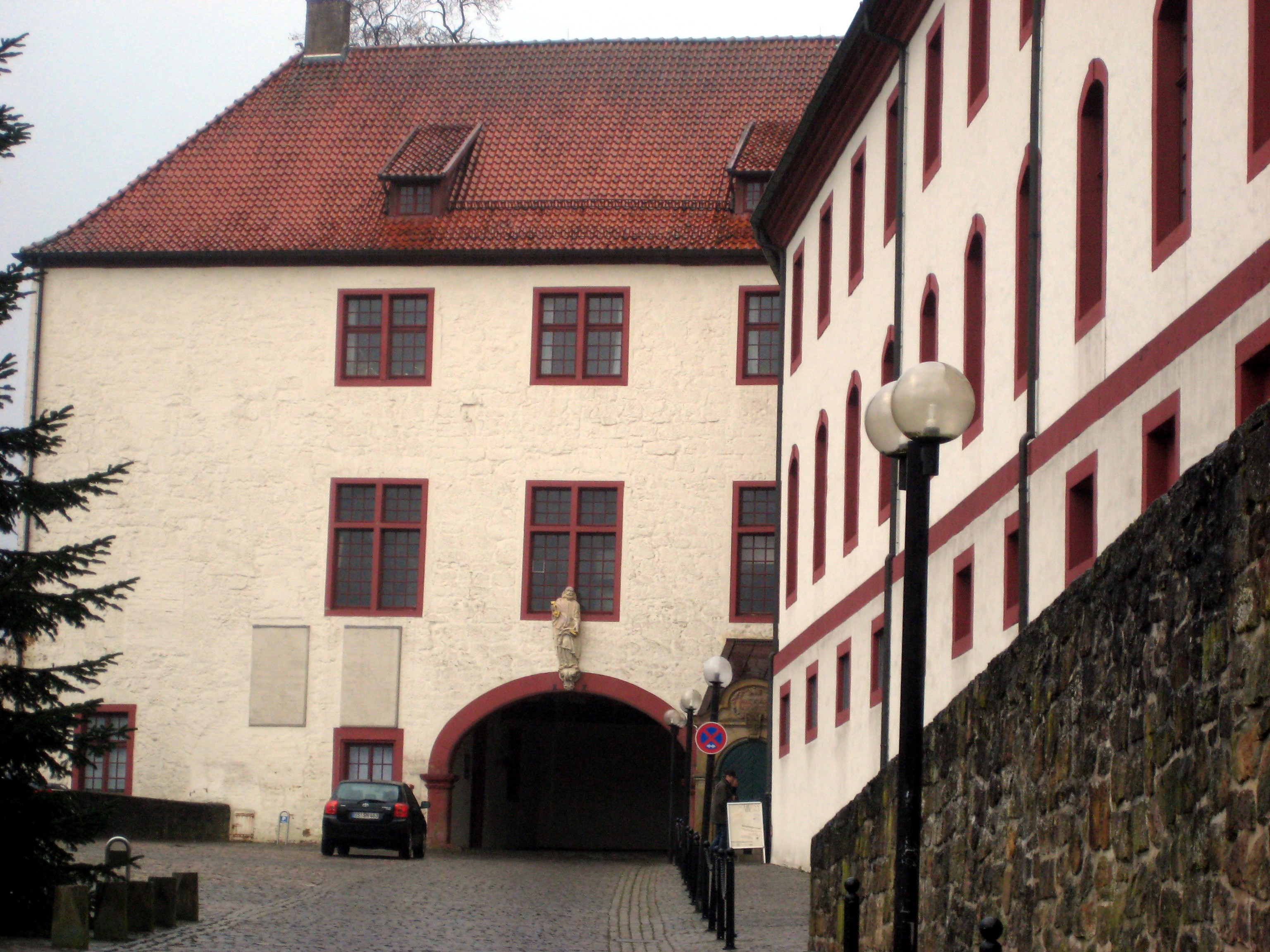
Op de 1e verdieping van de zuidvleugel, boven de poort, is de lutherse kasteelkerk
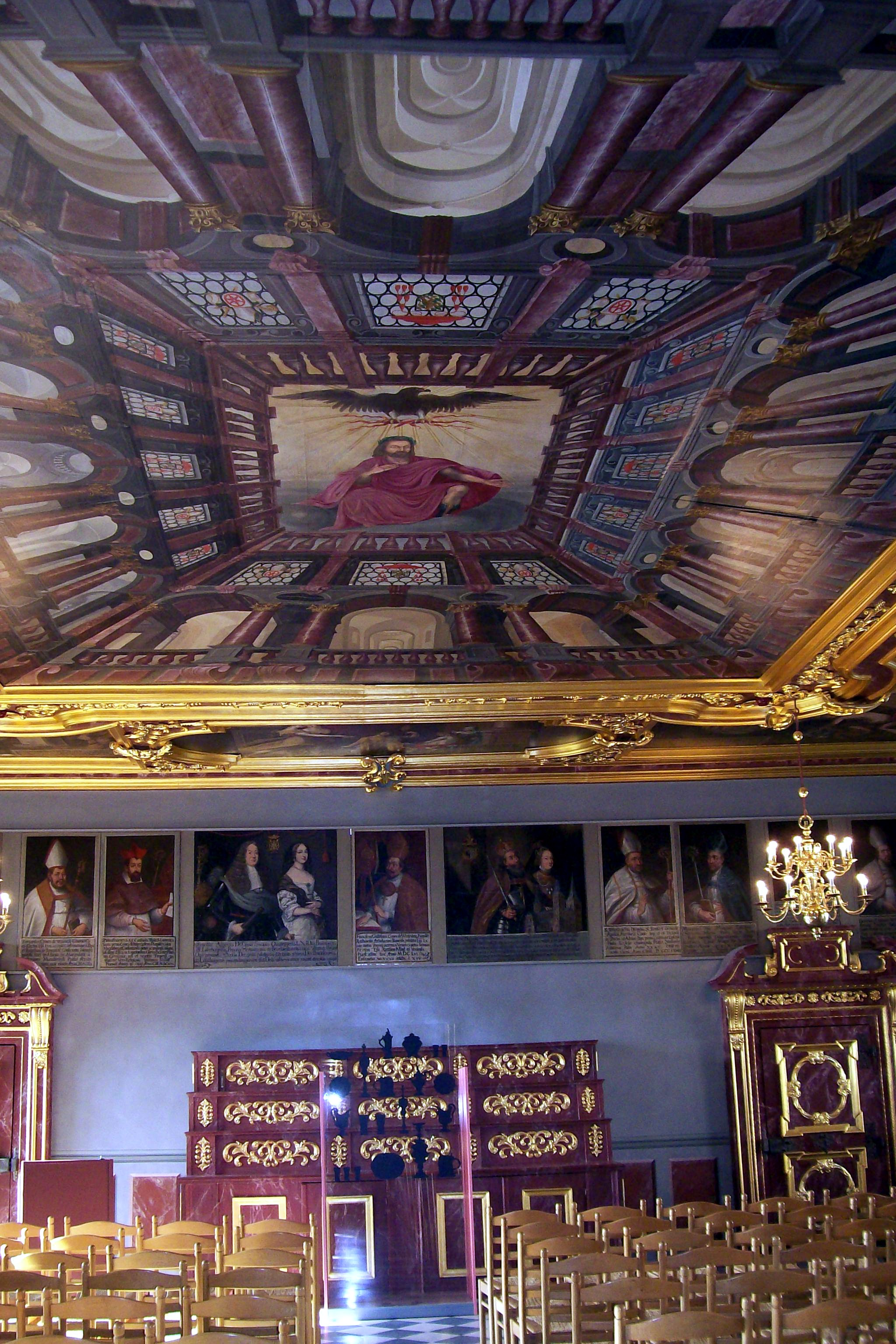
De Ridderzaal met plafondschildering gemaakt door Andrea Alovisii in trompe-l'oeil-architectuurstijl
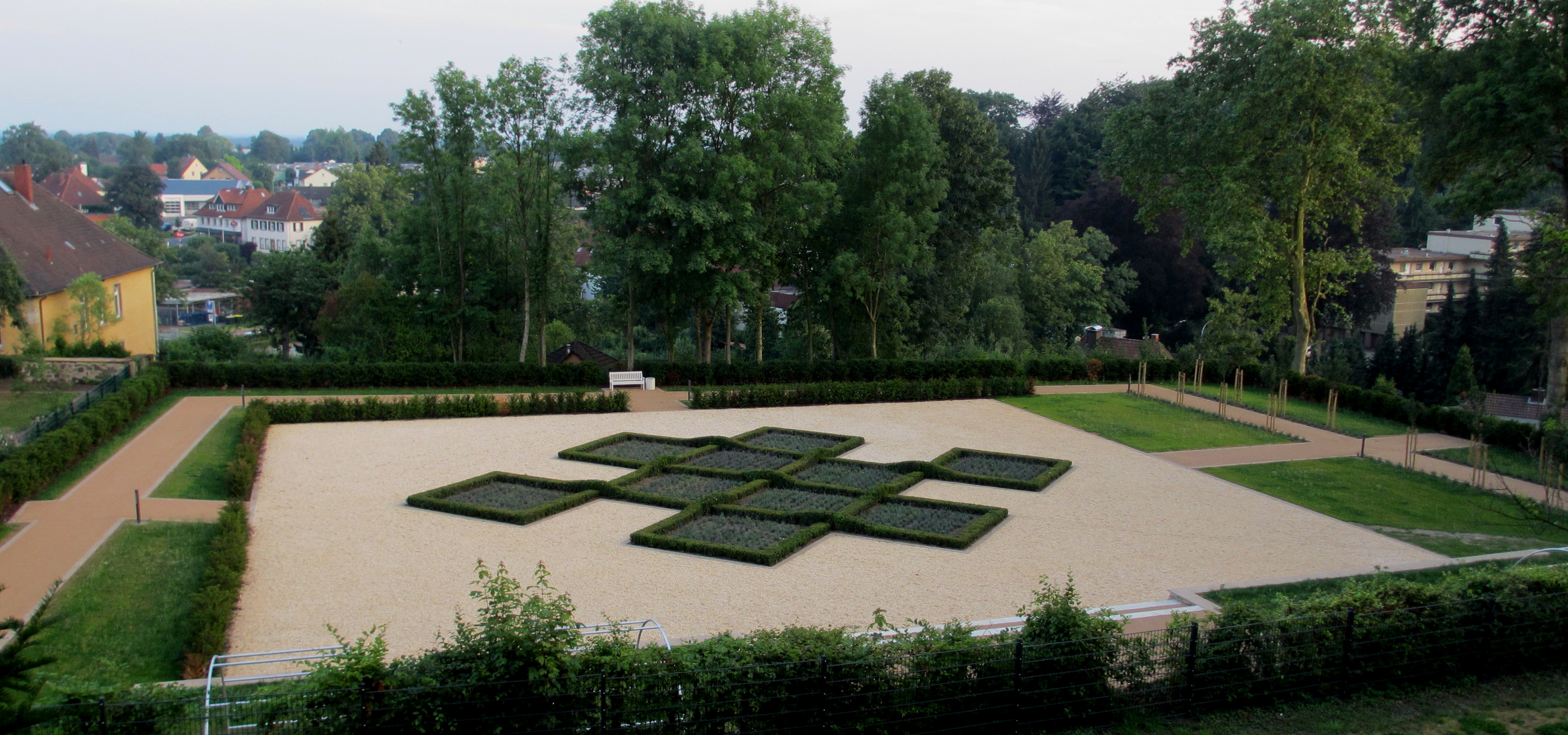
De in 2013 naar 17e-eeuws model gereconstrueerde zgn. knopentuin van buxusheggen, op de zuidhelling van de Schlossberg
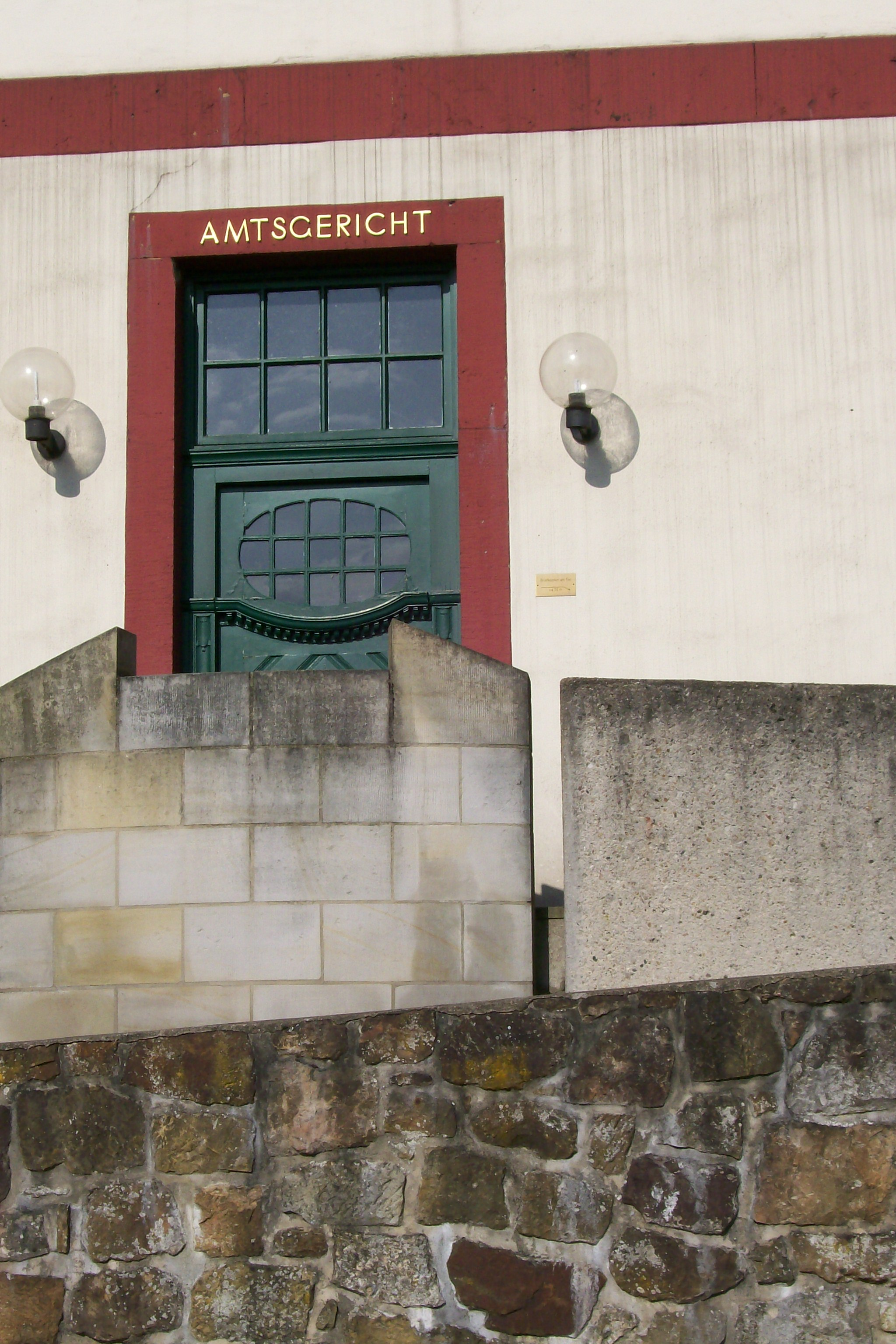
Ingang van het Amtsgericht
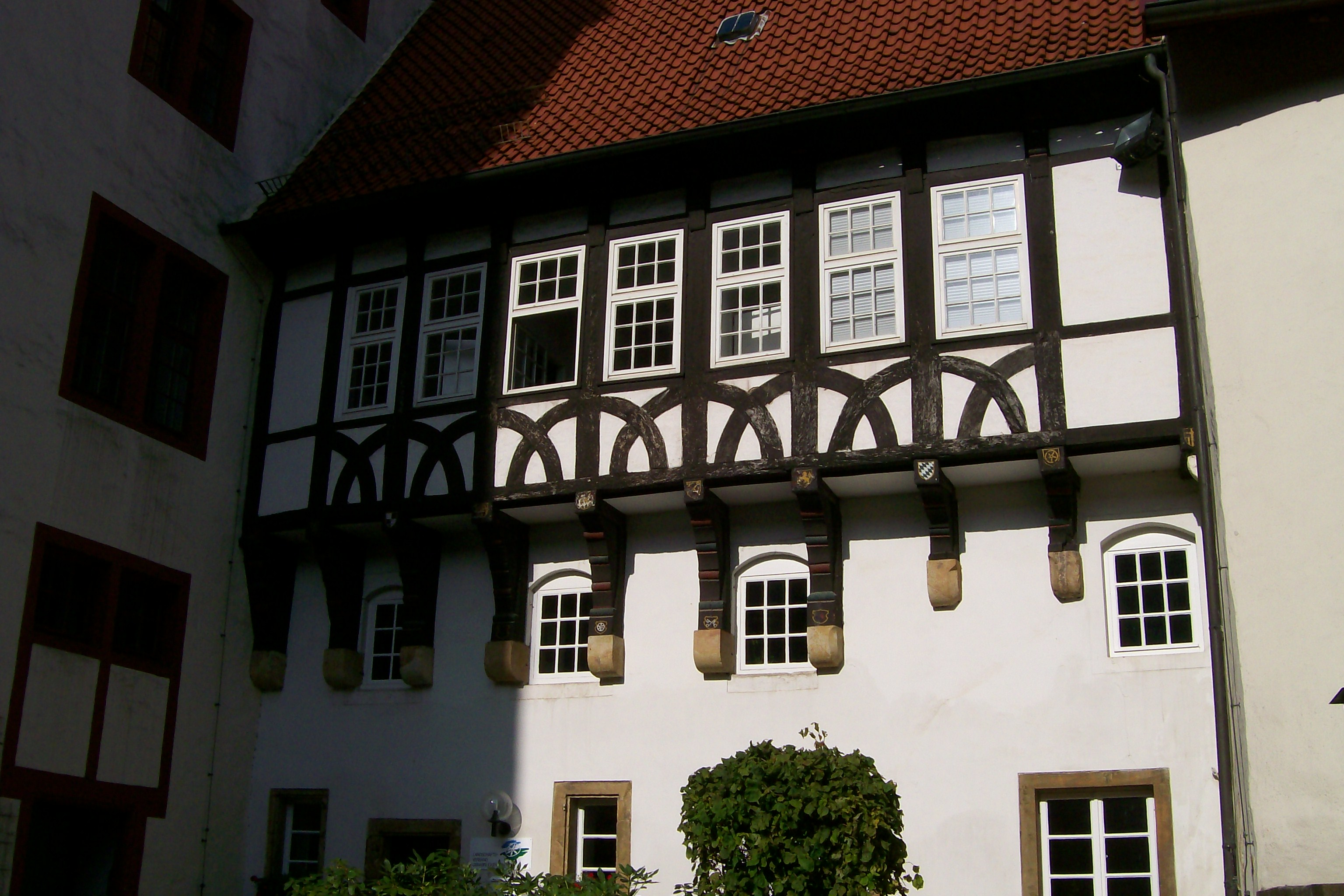
Hofapotheek, gebouwd rond 1600
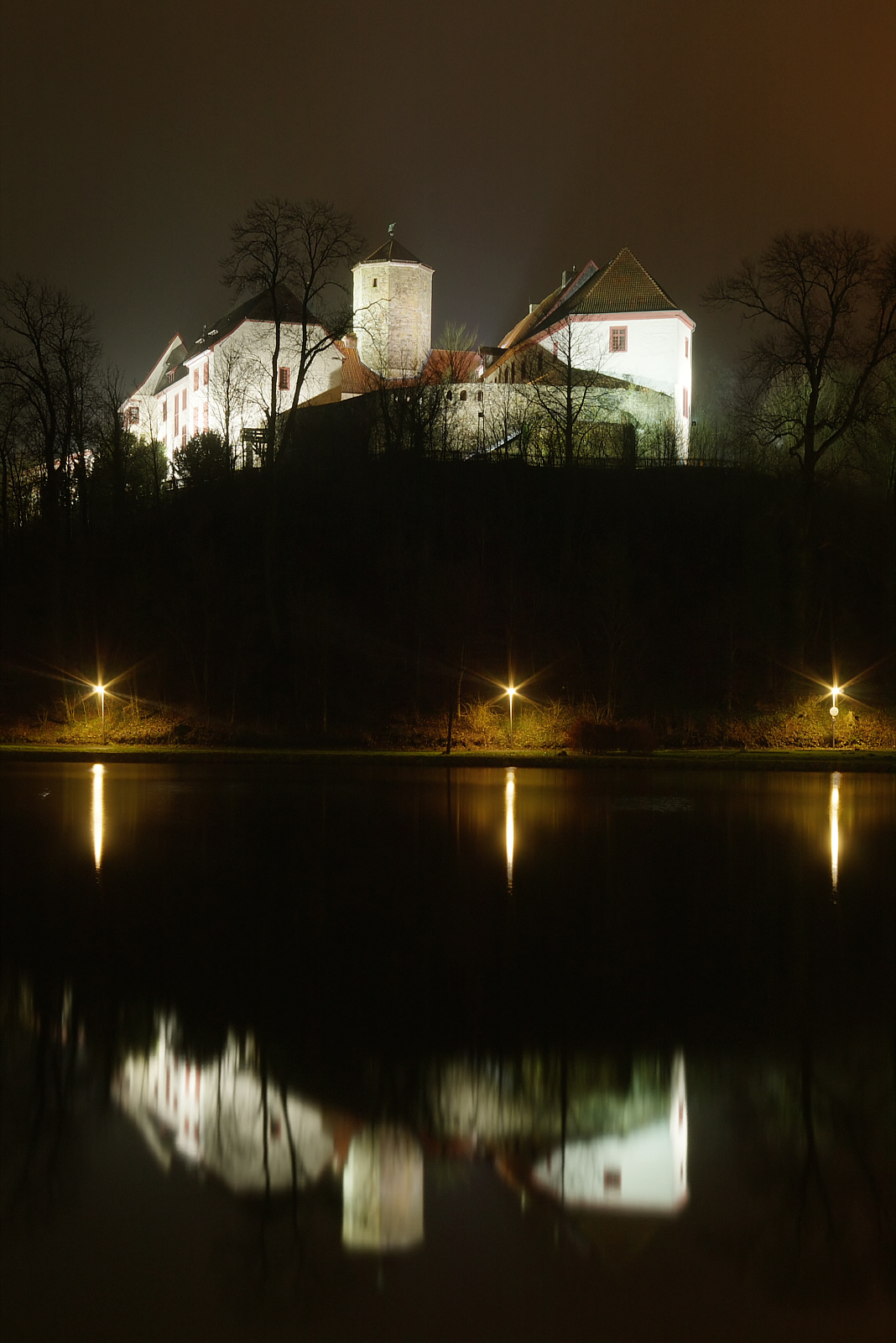
Nachtelijke verlichting van het kasteel